# Clinopodium acinos
Acinos arvensis · Pouliot des champs, Calament des champs
Espèce
Classification phylogénétique
Clinopodium acinos (parfois nommé Acinos arvensis), aussi appelé Pouliot des champs, Calament acinos, Calament des champs, Sariette des champs, Sariette acinos, Petit basilic sauvage, Thym basilic ou Clinopode champêtre, est une espèce de plantes à fleurs de la famille des Lamiacées. C'est une plante herbacée trouvée en Europe, en Afrique du Nord et en Asie.

## Description

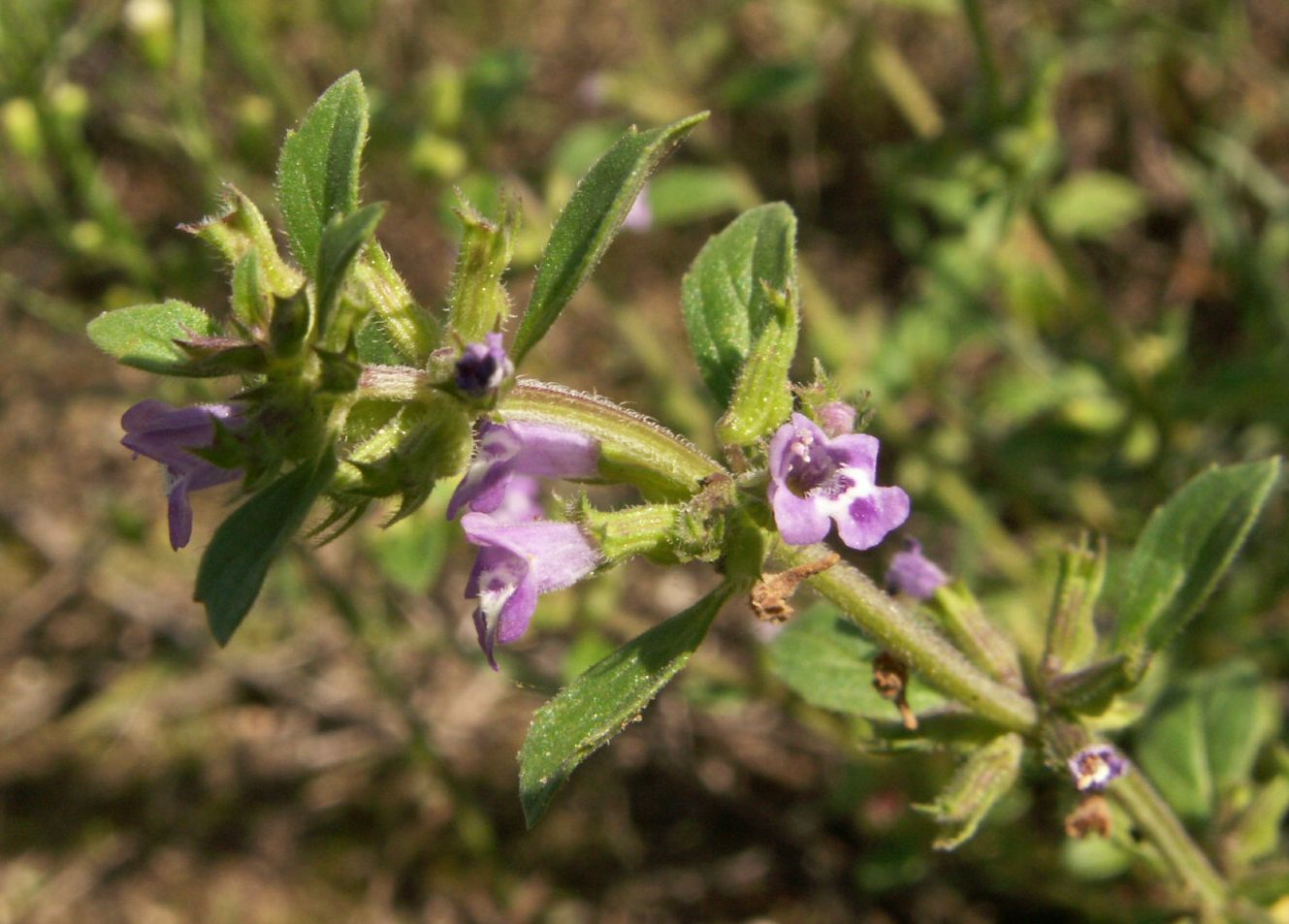
Acinos arvensis.

### Appareil végétatif
Cette plante annuelle ou bisannuelle, mesure de 10 à 45 cm de hauteur. Les feuilles, de forme lancéolée, sont velues ; leur bordure peut être dentelée ou entière et leur extrémité est plus ou moins pointue.

### Appareil reproducteur
Les fleurs sont roses ou mauves, parfois tirant vers le violet et portant souvent un peu de blanc sur la lèvre inférieure. Comme chez la plupart des Lamiaceae, elles sont disposées en cyme très raccourcie de 3 à 8 fleurs formant un faux-verticille autour de la tige. Leur corolle mesure de 10 à 18 mm. Les bractées sont au nombre de cinq, trois d'un côté et deux de l'autre, ces dernières étant plus longues.
Le fruit est un akène qui reste enveloppé dans le calice velu. Ce dernier, un peu jaunâtre ou olivâtre, est soudé en tube strié mais comporte 5 extrémités libres en forme de longues dents étroites. Les dimensions d'un akène d'Acinos arvensis est en moyenne de 3,5 mm de longueur pour 1,2 mm de largeur.
- Période de floraison : juin-septembre
- Inflorescence : glomérules
- Sexualité : hermaphrodite
- Pollinisation : entomogame

Graine
- Dissémination : épizoochore

## Habitat et répartition
Habitat type : tonsures annuelles basophiles, aéromésohydriques, médioeuropéennes, subméditerranéeo-subatlantiques.
Cette espèce a une aire de répartition qui s'étend de l'Europe de l'Ouest jusqu'en Iran ; on la trouve aussi au Maroc.
On la trouve notamment dans les endroits incultes.

## Nomenclature et systématique

### Synonymes
Cette espèce connait de nombreux synonymes, autant nomenclaturaux que taxonomiques. Selon Kew Gardens :

#### Synonymes nomenclaturaux (= homotypiques)
- Thymus acinos L. (basionyme)
- Acinos acinos (L.) Huth
- Calamintha acinos (L.) Clairv.
- Faucibarba acinos (L.) Dulac
- Melissa acinos (L.) Benth.
- Satureja acinos (L.) Scheele
- Thymus concinnus Salisb.

#### Synonymes taxonomiques (= hétérotypiques)
- Acinos acuminatus Friv.
- Acinos arvensis (Schur) Dandy - Nom parfois considéré comme valide.
- Acinos arvensis subsp. villosus (Pers.) Soják
- Acinos arvensis subsp. eglandulosus (Klokov) Tzvelev
- Acinos arvensis var. acuminatus (Friv.) Šilic
- Acinos arvensis var. perennans (Vis.) Šilic
- Acinos arvensis var. villosus (Pers.) Šilic
- Acinos clinopodiifacie Gilib.
- Acinos eglandulosus Klokov
- Acinos inflectus Klokov
- Acinos schizodontus Klokov
- Acinos subcrispus Klokov
- Acinos thymoides Moench
- Acinos thymoides var. perennans Vis.
- Acinos thymoides var. villosus (Pers.) Vis.
- Acinos villosus Pers.
- Acinos villosus var. argutus Rchb.
- Calamintha arvensis Lam.
- Calamintha acinos var. villosa (Pers.) Gaudin
- Calamintha acinos var. lancifolius Murb.
- Calamintha heterophylla (Poir.) Heynh.
- Calamintha villosa (Pers.) A.Terracc.
- Clinopodium acinos subsp. villosum (Pers.) Peruzzi & F.Conti
- Melissa arvensis (Schur) Bubani
- Satureja acinos var. canescens (Dumort.) T.Durand
- Satureja acinos var. elliptica Briq.
- Satureja acinos var. lancifolia (Murb.) Briq.
- Satureja villosa (Pers.) Dörfl.
- Thymus acinoides Schleich. ex Rchb.
- Thymus arvensis Schur
- Thymus canescens Dumort.
- Thymus diffusus Bluff & Fingerh.
- Thymus gibbosus Stokes
- Thymus heterophyllus Poir.

#### Sous le nomClinopodium acinos
- (en) World Checklist of Selected Plant Families (WCSP) : Clinopodium acinos
- (en) Catalogue of Life : Clinopodium acinos (L.) Kuntze (consulté le 16 décembre 2020)
- (fr + en) ITIS : Clinopodium acinos (L.) Kuntze
- (en) NCBI : Clinopodium acinos (taxons inclus)
- (fr) Tela Botanica (France métro) : Clinopodium acinos (L.) Kuntze
- (fr) INPN : Clinopodium acinos (L.) Kuntze, 1891 (TAXREF)
- Clinopodium acinos sur canope.ac-besancon.fr
- Clinopodium acinos sur FloreAlpes (fr)

#### Sous le nomAcinos arvensis
- (en) Flora of Missouri : Acinos arvensis
- (en) World Checklist of Selected Plant Families (WCSP) : Acinos arvensis
- (fr + en) ITIS : Acinos arvensis (Lam.) Dandy Non valide
- (fr + en) ITIS : Clinopodium acinos (L.) Kuntze
- (en) GRIN : espèce Acinos arvensis (Lam.) Dandy